# Francesco Rasi
Francesco Rasi (Arezzo, 14 de mayo de 1574 - Mantua, 30 de noviembre de 1621) fue un cantante (tenor), ejecutante de tiorba (un tipo de guitarra) y de «chémbalo» (posiblemente clavicémbalo, un instrumento de teclado), compositor y poeta italiano.

## Biografía

### Cortesano
Rasi nació en Arezzo en una familia aristocrática. Estudió en la Universidad de Pisa. En 1593 ―viviendo en la corte de Florencia― estaba estudiando con Giulio Caccini. Pudo haber estado en el séquito del músico-aristócrata Carlo Gesualdo, cuando fue a Ferrara para su boda en 1594. Entre 1598 y 1620 vivió en la corte del duque Vicente I Gonzaga en Mantua, con quien viajó por toda Italia y por lugares tan lejanos como Polonia. Probablemente sirvió a la familia Gonzaga el resto de su vida.

### Cantante
Rasi era un cantante muy respetado, cuya habilidad en la ornamentación y la disminución, hermosa voz, y la capacidad de cantar con gracia y sentimiento, le llevó a ser involucrado en las primeras representaciones de muchas de las primeras óperas.
En 1600 fue el primer intérprete del personaje de aminta, en las primeras actuaciones de Euridice (de Jacopo Peri) con Francesca Caccini, Vittoria Archilei, Emilio de Cavalieri e Jacopo Corsi al órgano en el Palazzo Pitti (en Florencia).
Ese mismo año (1600) cantó en Il rapimento di Cefalo de Giulio Caccini. En 1607 fue el protagonista del Orfeo de Claudio Monteverdi en el Palazzo Ducale (de Mantua). En 1608 cantó con Caterina Martinelli en las primeras representaciones de Dafne, de Marco da Gagliano.

### Compositor
Él escribió una ópera, Cibele ed Ati, que parece que nunca se puso en escena, y cuya música no sobrevivió, y otro libreto, Elvidia rapita. Publicó poesías, incluidas en la antología La cetra di sette corde, y una buena parte de las monodias ―escritas en el estilo de las composiciones de Caccini― que sobreviven en las antologías Vaghezze di musica (1608) y Madrigali (1610). Casi todas están escritas para voz de tenor, lo que sugiere que Rasi las escribió para mostrar su propia habilidad como cantante.

### Condenado
En 1610, en Arezzo, Rasi y sus cómplices fueron condenados a ser ahorcados, eviscerados y descuartizados por el asesinato del siervo de su madrastra y el intento de asesinato de su madrastra. Sin embargo, debido a la protección de la familia Gonzaga pudo escapar.
En 1612 viajó con el príncipe Vincenzo hasta la corte de Praga, donde cantó ante el emperador austriaco Matías de Habsburgo (1557-1619), quien lo recompensó con una cadena de oro. Regresaron por Núremberg y Augsburgo (Alemania) hasta Salzburgo (Austria), donde se encontraba la corte del arzobispo Markus Sittikus (1574-1619), a quien le dedicó el manuscrito de Músice da camera e da chiesa.
Al regresar a Mantua se enteró de que su sentencia en Arezzo había sido finalmente anulada con el acuerdo de que nunca volviera a Arezzo, su lugar de nacimiento.
Falleció en Mantua el 30 de noviembre de 1621.